# 马尔伯夫
马尔伯夫（法語：Marbeuf，法語發音：[maʁbœf]）是法国厄尔省的一个市镇，位于该省中部偏北，属于埃夫勒区。

## 地理
马尔伯夫（49°9'10"N, 0°58'1"E）面积8.48 平方千米，位于法国诺曼底大区厄尔省，该省份为法国北部内陆省份，北起滨海塞纳省，西接奧恩省和卡爾瓦多斯省，南至厄尔-卢瓦省，东临瓦兹省、瓦兹河谷省和伊夫林省。
与马尔伯夫接壤的市镇（或旧市镇、城区）包括：塞斯维尔、旧克罗维尔、伊维尔、圣奥班代克罗斯维尔。

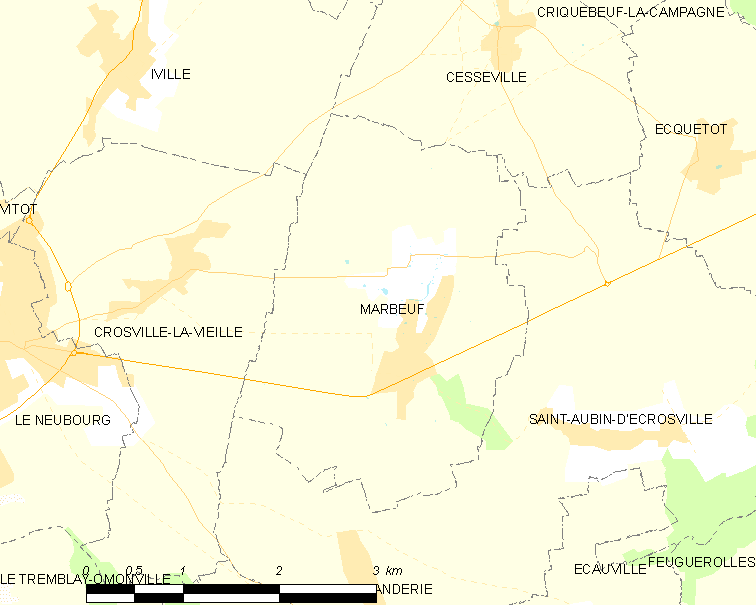
马尔伯夫的OSM定位图

马尔伯夫的时区为UTC+01:00、UTC+02:00（夏令时）。

## 行政
马尔伯夫的邮政编码为27110，INSEE市镇编码为27389。

## 政治
马尔伯夫所属的省级选区为勒讷堡县。

## 人口

1962-2008年间马尔伯夫人口变化图示

马尔伯夫于2022年1月1日时的人口数量为487人。